# Bretagne
För andra betydelser, se Bretagne (olika betydelser).
Bretagne (bretonska: Breizh; gallo: Bertaèyn) är en halvö i nordvästra Frankrike, avgränsad i norr av Engelska kanalen och i söder av Biscayabukten. Bretagne är också en fransk administrativ region omfattande departementen Côtes-d'Armor, Finistère, Ille-et-Vilaine och Morbihan. Dagens huvudort är Rennes, men historiskt har Nantes varit Bretagnes huvudort. Bretagne är även ett historiskt landskap, där det keltiska språket bretonska talas av den endemiska minoriteten bretoner. 
Departementet Loire-Atlantique (som innefattar Nantes) har historiskt tillhört Bretagne men är idag en del av regionen Pays de la Loire. En rörelse existerar dock som verkar för att Loire-Atlantique ska återförenas med Bretagne.

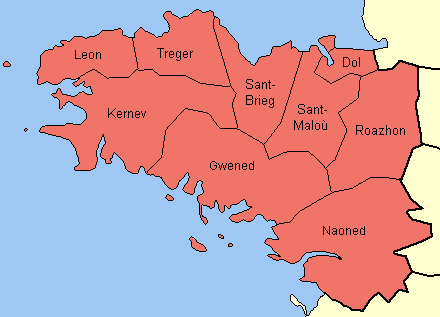
Den historiska regionen Bretagne.

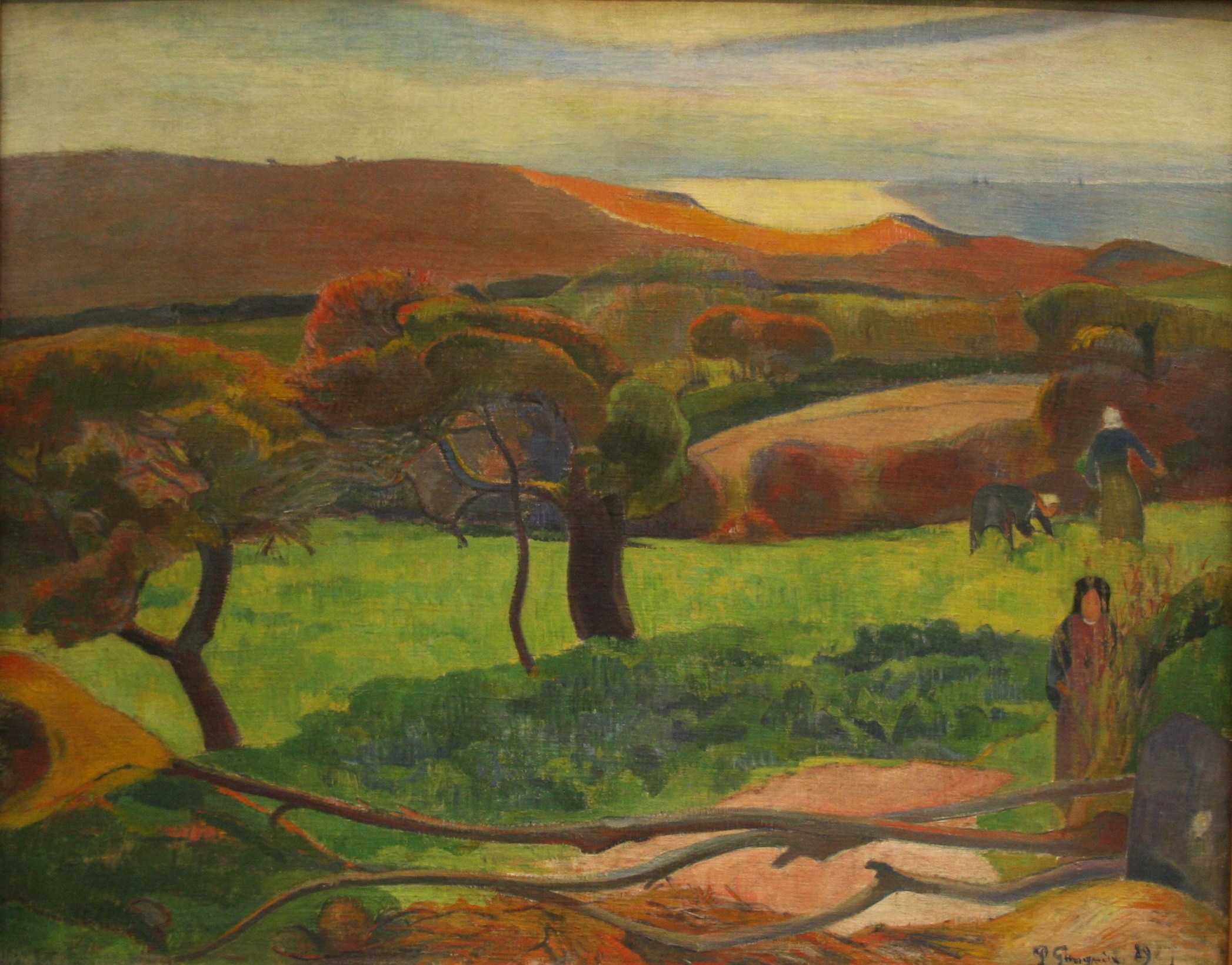
Paul Gauguin: Landskap från Bretagne, 1889.

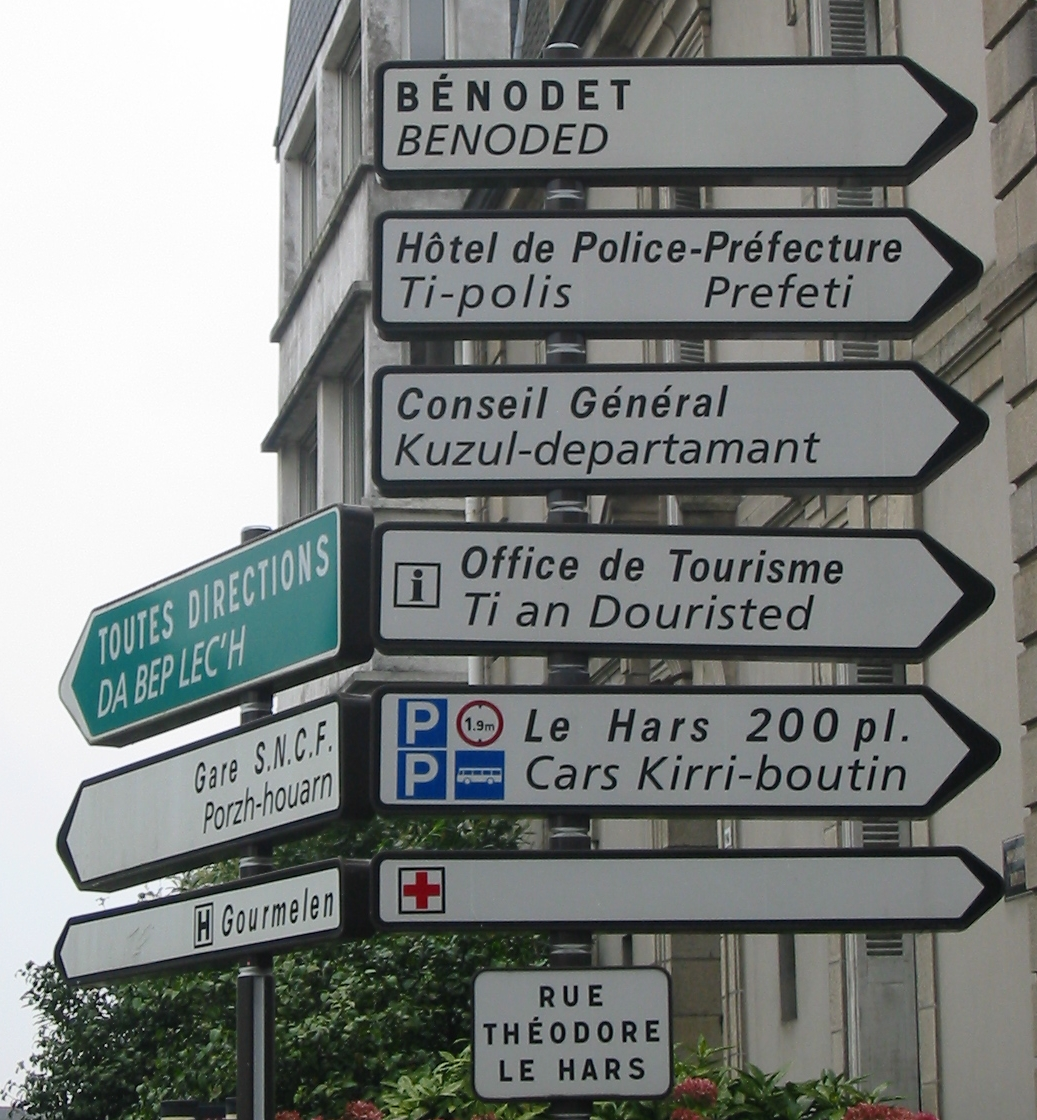
Tvåspråkig vägskylt i Quimper på franska och bretonska.

## Historia
De äldsta bosättningarna i dagens Bretagne härstammar från stenåldern och de minst 4 000 år gamla megaliterna i Carnac är de kändaste paleolitiska lämningarna. Romerska källor omnämner dessutom ett antal galliska stammar i området under järnåldern: Veneter, armorikaner, osismer, namneter och coriosoliter. 
56 f.Kr. erövrades området av romarna under Julius Caesar. Romarna kallade området för Armorica, Aremorica, (en latinisering av ett keltiskt ord för "kustområde") eller Gallia Lugdunensis. Det tidigare namnet lever kvar i form av dagens departement Côtes-d'Armor. Bagaudernas uppror mot Rom omkring år 300 ledde till att många byar förstördes och till avfolkning av regionen.
Under 300-talet började britanner, starkt påverkade av romersk kultur, att emigrera över Engelska kanalen till Bretagne. När romarna sedan drog sig tillbaka från de brittiska öarna ökade den britanniska invandringen till Bretagne som en följd av det ökade anglosaxiska och skotska inflytandet. Av dessa britanniska bosättare har regionen fått sitt moderna namn och de lämnade också viktiga bidrag till bretonskan, ett språk som är besläktat med kymriska och korniska. Brittany, det engelska namnet på regionen, betyder "Lilla Britannien" eller "Lillbritannien", just för att skilja det från Storbritannien.
Under tidig medeltid var Bretagne uppdelat i de tre kungadömena Domnonée, Cornouaille och Bro Waroch (eller Broërec) som senare blev hertigdömet Bretagne.
Pippin den lille och Karl den store gjorde länge försök att införliva Bretagne med Frankerriket. Slutligen tillsatte Ludvig den fromme en inhemsk hertig, den berömde Nomenoë, som efter att ha besegrat Karl den skallige vid Nain 846 gjorde Bretagne till självständigt hertigdöme. Efter svåra härjningar under vikingatågen omkring 900, inre oroligheter och konflikter med Normandie kom Bretagne på 1160-talet till Henrik II av Englands son Gottfrid, som giftes med Constance av Bretagne. Dennes son Artur uppträdde som engelsk tronpretendent vid Rikard Lejonhjärtas död men tillfångatogs av Johan utan land och avled kort därefter 1203. Härefter följde Pierre, greve av Dreux, genom giftermål besläktad med den förra härskarätten och hans ättlingar som Bretagnes regenter.
Mellan 1341 och 1364 rasade inbördeskriget Bretonska tronföljdskriget i det då i praktiken självständiga hertigdömet Bretagne mellan huset Montfort och Karl av Blois.
Det franska kungahuset besegrade den bretonska armén 1488 och den sista hertigen av Bretagne tvingades acceptera ett avtal som innebar att den franske kungen kunde bestämma vem hertigens dotter skulle gifta sig med. Anna av Bretagne var den sista regenten över det oberoende hertigdömet och hon tvingades gifta sig med Ludvig XII av Frankrike. Vid Annas död övergick den bretonska kronan till hennes dotter Claude av Frankrike, men Claudes gemål Frans I av Frankrike införlivade Bretagne under den franska kronan 1532. Hertigdömet höll sig dock med egna skatter och lagar fram till 1790 då revolutionen drog in alla regionala privilegier.

## Indelning
Regionen delas in i fyra departement.
Departementet Loire-Atlantique, som historiskt och kulturellt tillhör Bretagne, ligger i regionen Pays de la Loire.
| Nummer | Departement     | Huvudort     |
| ------ | --------------- | ------------ |
| 22     | Côtes-d'Armor   | Saint-Brieuc |
| 29     | Finistère       | Quimper      |
| 35     | Ille-et-Vilaine | Rennes       |
| 56     | Morbihan        | Vannes       |

## Språk
Franska, det enda officiella språket i den franska republiken, är i dag talat över hela Bretagne. De två regionala språken har ingen officiell status enligt staten men talas av omkring en miljon invånare. Språken är bretonska, främst talat i väst men även över hela Bretagne, ett keltiskt språk besläktat med kymriska. Gallo, talat i öst, är ett av oïlspråken. Flera skyltar i Bretagne är skrivna på både franska och ett av de två inofficiella språken.

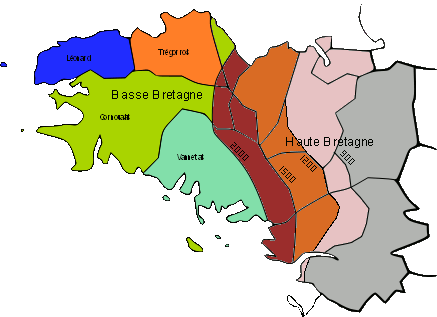
Bretonska dialekter

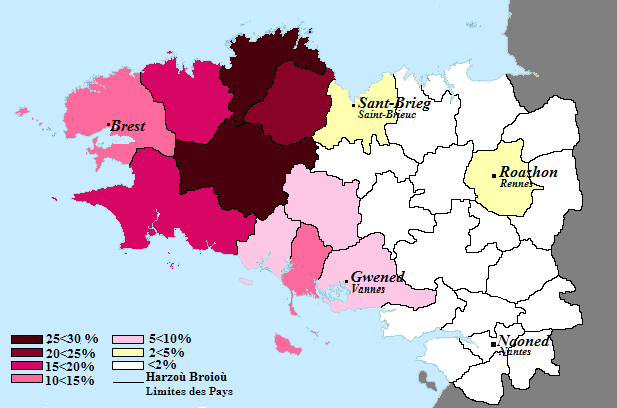
Andel bretonskspråkiga per region.

Språk i Bretagne